# Sage the Gemini
Sage the Gemini (* 20. Juni 1992 in San Francisco, Kalifornien; bürgerlicher Name: Dominic Wynn Woods) ist ein US-amerikanischer Rapper.

## Leben
Dominic Woods wurde in San Francisco geboren und zog mit seiner Familie mit sechs oder sieben Jahren nach Fairfield.
Bereits mit elf Jahren nahm Sage the Gemini mit seinem Bruder eigene Songs auf. Er stellte seine Songs auf einer MySpace-Seite ein und erreichte dort siebenstellige Abrufzahlen. Mit 14 ging er von der Schule und schloss sich mit einem Cousin einer Gruppe namens Tree Boys an.
Mit 18 wurde er Mitglied der HBK Gang (Heartbreak Gang) des Richmonder Rappers Iamsu!. Er produzierte nicht nur eigene Stücke und Stücke der Gang, sondern arbeitete auch für den R&B-Sänger Omarion.
Ab 2012 startete er seine eigene Karriere mit dem Song Gas Pedal. Bereits ohne Labelunterstützung und ohne richtiges Video, dafür mit einer gut gepflegten Präsenz in den sozialen Medien, kam er damit in diesem Jahr auf über drei Millionen Abrufe bei YouTube. Im Jahr darauf unterschrieb er einen Plattenvertrag mit Universal/Republic Records und veröffentlichte im August 2013 die Gas Pedal EP, die neben dem Titelsong unter anderem noch den Song Red Nose enthielt. Beide Stücke waren gleichzeitig sehr erfolgreich, konnten sich im Mittelfeld der US-Singlecharts platzieren und sich mehrere Monate halten. Bei YouTube stiegen die Aufrufe für die beiden offiziellen Videos über 45 Millionen. Gas Pedal erreichte Dreifachplatin-, Red Nose Doppelplatin-Status.
Im März 2014 ließ Sage the Gemini sein Debütalbum Remember Me folgen. Es stieg in die Top 50 der offiziellen Albumverkaufscharts ein und erreichte Platz 5 bei den Rap-Alben. Er wird der Hyphy-Musik („hyperaktive“ Musik) der San Francisco Bay Area zugerechnet und sein Stil lässt sich als „West Coast party-oriented Hip Hop“ einstufen.
Sein Rapname Sage the Gemini setzt sich zusammen aus seiner Augenfarbe Graugrün wie Salbei (englisch sage) und seinem Sternzeichen Zwilling (englisch gemini).

## Diskografie
Alben
- 2014: Gas Pedal EP
- 2014: Remember Me

Mixtapes
- 2013: Gang Forever (mit der HBK Gang)
- 2017: Morse Code

Singles
- 2013: Red Nose
- 2013: Gas Pedal (feat. Iamsu!)
- 2013: Swerve
- 2013: College Drop (feat. Kool John)
- 2014: Down on Your Luck (feat. August Alsina)
- 2014: Mack Down (feat. Mistah F.A.B.)
- 2014: Don’t You
- 2014: Guantanamera (feat. Trey Songz)
- 2015: Good Thing (feat. Nick Jonas)
- 2015: Stick Up (feat. Lucky Daye)
- 2016: Now & Later
- 2017: Pilot
- 2017: Reverse
- 2018: Pull Over (feat. Trina)
- 2018: No Ex’s (feat. 03 Greedo)
- 2018: Boujee
- 2018: 4G
- 2018: Hoop Dreams (feat. Yhung T.O.)
- 2018: Buss It (feat. Chris Brown)
- 2018: It Ain’t My Fault
- 2019: Humble
- 2020: Tick Tick Boom (feat. BygTwo3)

als Gastmusiker
- 2013: Kiss It (Dev feat. Sage the Gemini)
- 2014: Only That Real (Iamsu! feat. 2 Chainz & Sage the Gemini)
- 2014: 2AM (Adrian Marcel feat. Sage the Gemini)
- 2014: G.D.F.R. (Flo Rida feat. Sage the Gemini & Lookas)
- 2014: Drop It (Wonder Broz feat. Sage the Gemini)

## Auszeichnungen für Musikverkäufe
| Goldene Schallplatte - Australien - 2015: für die Single G.D.F.R. - Dänemark - 2017: für die Single Now & Later - Italien - 2017: für die Single Now & Later - Neuseeland - 2025: für das Album Remember Me - Polen - 2023: für die Single Tick Tick Boom Platin-Schallplatte - Dänemark - 2015: für die Single G.D.F.R. - Kanada - 2017: für die Single Now & Later - Neuseeland - 2017: für die Single Now & Later - 2021: für die Single Gas Pedal - Polen - 2022: für die Single G.D.F.R. | 2× Platin-Schallplatte - Australien - 2019: für die Single Now & Later - Italien - 2018: für die Single G.D.F.R. - Kanada - 2016: für die Single G.D.F.R. - Neuseeland - 2022: für die Single G.D.F.R. |

Anmerkung: Auszeichnungen in Ländern aus den Charttabellen bzw. Chartboxen sind in ebendiesen zu finden.
| Land/RegionAuszeichnungen für Musikverkäufe (Land/Region, Auszeichnungen, Verkäufe, Quellen) | Silber  | Gold     | Platin       | Verkäufe   | Quellen              |
| -------------------------------------------------------------------------------------------- | ------- | -------- | ------------ | ---------- | -------------------- |
| Australien (ARIA)                                                                            | —       | Gold1    | 2× Platin2   | 175.000    | aria.com.au          |
| Dänemark (IFPI)                                                                              | —       | Gold1    | Platin1      | 90.000     | ifpi.dk              |
| Deutschland (BVMI)                                                                           | —       | Gold1    | Platin1      | 600.000    | musikindustrie.de    |
| Frankreich (SNEP)                                                                            | —       | —        | —            | 26.600     | infodisc.fr          |
| Italien (FIMI)                                                                               | —       | Gold1    | 2× Platin2   | 125.000    | fimi.it              |
| Kanada (MC)                                                                                  | —       | —        | 3× Platin3   | 240.000    | musiccanada.com      |
| Neuseeland (RMNZ)                                                                            | —       | Gold1    | 4× Platin4   | 127.500    | radioscope.co.nz NZ2 |
| Polen (ZPAV)                                                                                 | —       | Gold1    | Platin1      | 75.000     | olis.pl              |
| Schweiz (IFPI)                                                                               | —       | —        | Platin1      | 30.000     | hitparade.ch         |
| Vereinigte Staaten (RIAA)                                                                    | —       | 2× Gold2 | 9× Platin9   | 10.000.000 | riaa.com             |
| Vereinigtes Königreich (BPI)                                                                 | Silber1 | Gold1    | Platin1      | 1.200.000  | bpi.co.uk            |
| Insgesamt                                                                                    | Silber1 | 9× Gold9 | 25× Platin25 |            |                      |